# North Fork Big Thompson
La North Fork Big Thompson est un cours d'eau américain qui s'écoule dans le comté de Larimer, dans le Colorado. Elle prend naissance dans le parc national de Rocky Mountain et se jette dans la Big Thompson. On peut remonter une partie de son cours en suivant le Lost Lake Trail, un sentier de randonnée inscrit au Registre national des lieux historiques depuis le 5 mars 2008.